# 레밍턴 스틸
《레밍턴 스틸》(영어: Remington Steele)은 MTM 엔터프라이즈가 제작한 미국의 텔레비전 시리즈로 1982년에서 1987년까지 NBC에서 방송되었다.
- 민간 조사원 로라 홀트 역으로 스테퍼니 짐벌리스트가, 타이틀 롤인 영화광 전직 도둑 레밍턴 스틸 역으로 피어스 브로스넌이 출연하였다.
- 이 시리즈는 일반 텔레비전 탐정물에 로맨틱 코미디 요소를 더했으며, 제임스 본드 시리즈를 어느 정도 풍자적으로 해석한 측면이 있다.[1]

- 국내방영
- 1984년 7월부터 1985년 2월까지 KBS 2TV 한국방송에서 잠시 첫 방영했으며 이후 1985년 2월부터 방영 종료 받고 1991년 4월부터 1993년 7월까지 MBC 문화방송에서 6년만에 재방영 첫방영 변경 하고 첫 방영 이동했고 바뀌고 맡기게 되었다.

## 출연진
- 스테퍼니 짐벌리스트 - 로라 홀트 역
- 피어스 브로스넌 - 레밍턴 스틸 역
- 제임스 리드 - 머피 마이클스 역
- 도리스 로버츠 - 밀드러드 크레브스 역
- 잭 스컬리아 - 토니 러젤리 역

## 대한민국 방영

### 시즌 1
| 회차   | 방영 제목           |
| ------ | ------------------- |
| 제1화  | 등장 레밍턴스틸     |
| 제2화  | 마구간의 비밀       |
| 제3화  | 유령의 음모(전편)   |
| 제4화  | 유령의 음모(후편)   |
| 제5화  | 저주받은 그림       |
| 제6화  | 천궁의 비밀         |
| 제7화  | 죽음의 동전         |
| 제8화  | 최후의 게임         |
| 제9화  | 유령작가            |
| 제10화 | 악마의 휴식처       |
| 제11화 | 흰머리 독수리       |
| 제12화 | 마악중독의 최후     |
| 제13화 | 은막의 비밀         |
| 제14화 | 이혼법정            |
| 제15화 | 사라진 다이아몬드   |
| 제16화 | 유령의 복수         |
| 제17화 | 사라진 그림         |
| 제18화 | 시체를 잡아라       |
| 제19화 | 타락한 영웅         |
| 제20화 | 통금소동            |
| 제21화 | 도박장의 비밀(전편) |
| 제22화 | 도박장의 비밀(후편) |

### 시즌 2
| 회차   | 방영 제목                |
| ------ | ------------------------ |
| 제23화 | 함께 떠나요(전편)        |
| 제24화 | 함께 떠나요(후편)        |
| 제25화 | 로라의 위기일발          |
| 제26화 | 한남자와 다섯여자(전편)  |
| 제27화 | 한남자와 다섯여자(후편)  |
| 제28화 | 함정에 빠진 레밍턴(전편) |
| 제29화 | 함정에 빠진 레밍턴(후편) |
| 제30화 | 총각파티                 |
| 제31화 | 쌍둥이의 비밀            |
| 제32화 | 사랑을 부르는 차         |
| 제33화 | 산업스파이               |
| 제34화 | 허공을 날다(전편)        |
| 제35화 | 허공을 날다(후편)        |
| 제36화 | 귀여운 아이들            |
| 제37화 | 아직도 그대는 내사랑     |
| 제38화 | 살해위협                 |
| 제39화 | 6백만 달러의 사나이      |
| 제40화 | 부잣집 사람들            |
| 제41화 | 백조와 보석              |
| 제42화 | 과거의 여자              |
| 제43화 | 여우와 강아지            |
| 제44화 | 아마추어 탐정            |

### 시즌 3
| 회차   | 방영 제목            |
| ------ | -------------------- |
| 제45화 | 영원한 평행선(전편)  |
| 제46화 | 영원한 평행선(후편)  |
| 제47화 | 아파트의 비밀        |
| 제48화 | 몰타의 십자가        |
| 제49화 | 낮선 기억속에서      |
| 제50화 | 소매치기 소년        |
| 제51화 | 아구선수가 된 레밍턴 |
| 제52화 | 귀족이 된 레밍턴     |
| 제53화 | 배우지망생           |
| 제54화 | 작가들의 비밀        |
| 제55화 | 과자를 잡아라(전편)  |
| 제56화 | 과자를 잡아라(후편)  |
| 제57화 | 내일의 음식          |
| 제58화 | 트랩맨               |
| 제59화 | 도망자               |
| 제60화 | 목격자               |
| 제61화 | 질투                 |
| 제62화 | 주식부자             |
| 제63화 | 여행자 수표          |
| 제64화 | 골동품과 위조지폐    |
| 제65화 | 만화살인             |
| 제66화 | 빈털터리             |

### 시즌 4
| 회차   | 방영 제목           |
| ------ | ------------------- |
| 제67화 | 불협화음            |
| 제68화 | 뿌리를 찾아서(전편) |
| 제69화 | 뿌리를 찾아서(후편) |
| 제70화 | 레밍턴 주식회사     |
| 제71화 | 사라진 사진         |
| 제72화 | 안개속의 48시간     |
| 제73화 | 빗나간 부정(전편)   |
| 제74화 | 빗나간 부정(후편)   |
| 제75화 | 위험한 투자(전편)   |
| 제76화 | 위험한 투자(후편    |
| 제77화 | 위장취업            |
| 제78화 | 위장살인(전편)      |
| 제79화 | 위장살인(후편)      |
| 제80화 | 위장결혼            |
| 제81화 | 사라진 스타         |
| 제82화 | 추격자              |
| 제83화 | 언니의 신경증세     |
| 제84화 | 전우의 배신         |
| 제85화 | 증오의 시간         |
| 제86화 | 3년간의 누명        |
| 제87화 | 짝사랑              |
| 제88화 | 살인을 부르는 마권  |

### 시즌 5
| 회차   | 방영 제목             |
| ------ | --------------------- |
| 제89화 | 집사의 죽음           |
| 제90화 | 위험한 신혼여행(전편) |
| 제91화 | 위험한 신혼여행(후편) |
| 제92화 | 세년의 과거(전편)     |
| 제93화 | 세년의 과거(후편)     |
| 제94화 | 그들의 결혼식(최종회) |

### MBC 성우진
- 윤소라 - 로라 홀트 (스테퍼니 짐벌리스트)
- 김도현 - 레밍턴 스틸 (피어스 브로스넌)
- 정희선 - 밀드러드 크레브스 (도리스 로버츠)